# Junk
Junk — сингл гурту Jane Air, що вийшов 2004 року, а також однойменна пісня, що вперше з'явилася на альбомі Pull Ya? Let It Doll Go! (2002). На цю пісню вийшов кліп і фільм про кліп. Головна тема пісні — вживання легких і важких наркотиків молоддю. Пісня відразу стала візитівкою гурту. У 2005 році Jane Air за пісню «Junk» було удостоєно премією RAMP (Russian Alternative Music Prize), заснованою Першим Альтернативним Музичним телеканалом A-One, у номінації «Пісня року».

## Список композицій
1. «Junk (album version)» — 3:28
2. «Junk (video version)» — 3:25
3. «Кровь и Молоко» — 3:16
4. «Злое Солнце» — 4:14
5. «Обрывки (garage version)» — 1:47

## Цікаві факти
- Junk, Джанк — розмовною англійською — наркоман, опіатний як правило.
- Текст було придумано ще 2000 року.
- 2010 року Jane Air випустила новий альбом Weekend Warriors, який містить пісню Junk 2: Fatality. Пісня є поглядом назад через 10 років і опирається на образи, використані в оригінальному треці[3][4].